# Parteienspiele
Unter dem Gattungsbegriff  Parteienspiele (von lateinisch pars = Teil) versteht die Spielwissenschaft einfache Spielformen, an denen zwei oder mehr Gruppen von Spielern (Spielparteien) beteiligt sind, die sich aus einer größeren Spielgemeinschaft  ausgliedern. Sportwissenschaft und Spielpädagogik unterscheiden dabei zwischen Parteienspielen und Mannschaftsspielen. Handelt es sich um Ballspiele unter Parteienbildung, spricht man von ‚Parteiballspielen’. Die Parteienbildung kann über eine Wahl, über eine Zufallseinteilung oder auch über präformierte Einheiten (Klassen, Gruppen) geschehen.

## Entstehung
Parteienspiele haben ihren Ursprung in den volkstümlichen Spielen, die in zahlreichen Formen und Varianten in fast allen Regionen der Erde durch die Spielforschung nachgewiesen wurden:  Sie sind aus dem griechisch-römischen Kulturkreis überliefert, finden sich aber auch im alten Ägypten, bei den Maya und Azteken in Mittelamerika oder bei den Papua in Neuguinea. Im europäischen Mittelalter als nichtsnutzig und gottlos verboten, erlebten sie unter den Philanthropen in der Neuzeit im Rückgriff auf die griechische Antike eine Auferstehung und in den Jahnschen Turnspielen eine Hochblüte. Seitdem haben sie sich über wechselvolle Zeiten unter spezieller Wertschätzung im Nationalsozialismus erhalten und gehören heute zum festen Bestandteil des Spiellebens in Schulsport, Vereinen und Freizeitaktivitäten. Die spezielle Gattungseinteilung und Spielbezeichnung erfolgte erst im Zuge der Systematisierung des Spielbestands durch Spielpädagogen wie Vieth, Pestalozzi, Fröbel, Guts Muths und Jahn.

## Struktur
Parteienspiele erhielten ihren Namen nach der formalen Einteilung der Mitspieler für das Spielgeschehen. Sie sind einfach strukturiert. Wenige Regeln genügen für ein funktionierendes Spiel. Im Unterschied zu den Mannschaftsspielen verzichten Parteienspiele auf eine differenzierte Aufgabenteilung und Funktionszuweisung der Mitspieler. Spielparteien stellen lediglich kleine Gemeinschaften dar, die sich in verschiedenen Spielfeldern gegenüberstehen und auf ein sie verbindendes Spielziel ausgerichtet sind. Sie treten gemeinsam gegen eine andere Spielpartei im Spiel an, um sie nach vereinbarten Regeln zu besiegen.
Dabei kommen Parteienspiele im Gegensatz zu den stärker ausdifferenzierten Mannschaftsspielen ohne ausgeklügelte Strategien und Trainingsmaßnahmen aus. Sie erfordern keine Spezialfertigkeiten und stellen keine hohen technischen Anforderungen. Jeder kann deshalb nach einer kurzen Regelabsprache und Zielvorgabe sofort mitspielen und sich einbringen. Spielfeldmaße, Spielgeräte, Regelwerk, Teilnehmerzahl, Ablaufvarianten sind nach Bedarf und Übereinkommen jederzeit veränderbar.
Formal stehen sich die Parteien in getrennten Feldern unmittelbar oder auch in Dreiecks-, Vierecks- oder Kreisform gegenüber (Beispiel ‚Ball über die Schnur’). Sie können sich auch aus entgegengesetzten Richtungen bekämpfen (Beispiel ‚Treibball’). Es gibt keine kodifizierten, international gültigen Spielregeln. Ein Schiedsrichter ist meist verzichtbar. In der Sportwissenschaft in der Sparte ‚Kleine Spiele’ oder ‚Turnspiele’ (Österreich) eingeordnet, dienen sie bisweilen dem Einüben allgemeiner Grundfertigkeiten wie dem Fangen und Werfen, dem Reagieren und Ausweichen oder dem Laufen und Koordinieren. Sie werden im Sportbereich auch zur Entspannung oder zur Vorbereitung auf die ‚Großen Sportspiele’ (Fußball, Handball, Eishockey etc.) eingesetzt.
Einzelne Parteiballspiele wie etwa das Volleyballspiel haben sich unter dem Einfluss des aus England kommenden Sportgedanken (Leistung, Überbietung, Konkurrenz) zu den arbeitsteiligen sogenannten Sportspielen und Mannschaftsspielen weiterentwickelt.

## Beispiele
An Beispielen werden die sehr unterschiedlichen Spielgedanken der unter der Gattung Parteienspiele zusammengefassten Spielformen deutlich:

### Ball über die Schnur
‚Ball über die Schnur’ ist ein weit verbreitetes, vielfältig modifizierbares Parteienspiel: Eine Schnur trennt Spielfelder und Spielparteien. Jede der Spielparteien agiert von dem eigenen Territorium aus, indem sie den Ball über die Schnur in das gegnerische Feld spielt. Dabei lässt der einfache Spielgedanke eine Fülle von Spielvarianten zu: ‚Ball über die Schnur’ kann ebenso am Strand wie im Wasser, auf der Wiese oder in der Halle gespielt werden. Es können Medizinbälle, aber auch Volleybälle oder Luftballons als Spielgerät dienen. Die Schnur kann niedriger oder höher gespannt werden. Die Parteien können gegen eine oder gegen mehrere Gegenparteien antreten. Das Spiel lässt sich als Miteinander der Parteien (Ball hoch halten) oder als Gegeneinander (Ball im gegnerischen Feld an den Boden bringen) gestalten. Es können sich Alt und Jung, Mädchen und Buben am Spiel beteiligen.

### Treibball
Beim Treibball versuchen zwei Parteien, in Gegenüberstellung und im Wechsel, mit einem Ball die jeweils andere Partei durch möglichst weite Würfe hinter eine vorher festgelegte Linie zu treiben. Der Ball darf dabei gefangen werden, was einen Raumgewinn für den Rückwurf einbringt.

### Jäger und Hasen
Der Name des Spiels charakterisiert bereits die Spielparteien und den Spielgedanken: Die Gruppe der Spielenden teilt sich in Jagende und Gejagte. Die Hasen werden durch Abschlagen erlegt bzw. gefangen. Jede Partei wird im Wechsel zur Jäger- und zur Hasenpartei. Für den Sieg zählt der Zeitfaktor. Jagdsieger ist die Partei, die in der kürzeren Zeit die Hasen fängt. Auch dieses Parteienspiel lässt zahlreiche Varianten zu. 

## Einzelbelege
1. ↑  P. Röthig, R. Prohl (Hrsg.): Sportwissenschaftliches Lexikon. Schorndorf  7. Auflage 2003
2. 1 2 3  S. A. Warwitz, A. Rudolf: Vom Sinn des Spielens. Reflexionen und Spielideen. 5. Auflage, Verlag Schneider, Baltmannsweiler 2021
3. ↑  W. Stuhlfath: Volkstümliche Turnspiele und Scherzübungen aus allen deutschen Gauen. Langensalza 1928
4. ↑  F. Fröbel: Theorie des Spiels. Langensalza und Berlin 1931
5. ↑  J.Ch.F. Guts Muths: Spiele zur Übung und Erholung des Körpers und Geistes. Hof 1796 (8. Auflage 1893)
6. ↑  F. L. Jahn / E. Eiselen: Die Deutsche Turnkunst. Berlin 1816 (Neubearbeitung v. W. Beier. Berlin 1960)
7. ↑  S.A. Warwitz, A. Rudolf: Vom Sinn des Spielens. Reflexionen und Spielideen. 4. Auflage, Verlag Schneider, Baltmannsweiler 2016, S. 164–167